# Le Rêve du jaguar
Le Rêve du jaguar est un roman de l'écrivain franco-vénézuelien Miguel Bonnefoy paru en 2024 aux éditions Rivages.
Il reçoit en 2024 le Prix Femina et le Grand prix du roman de l'Académie française.